# Ride the Lightning
Ride the Lightning je druhé studiové album thrash metalové skupiny Metallica. Fanoušky je často oslovována jako klasika thrash metalového žánru a je spojujícím můstkem mezi alby Kill 'Em All a Master of Puppets posouvajícím thrash metal od jeho debutu k progresivní a rozvinutější formě na albech Master of Puppets a ...And Justice for All.
Ride the Lightning obsahuje šílenou rychlost Kill 'Em All, například ve skladbě "Trapped Under Ice", ale obsahuje i delší, symfoničtěji laděné skladby jako je závěrečná 9 minutová instrumentálka "The Call of Ktulu", jejíchž začátek složil bývalý člen Metalliky Dave Mustaine. Album je také označováno za první z "neoficiální trilogie" alb Metallicy, která vykazují určitou koncepční podobnost. "Trilogii" ustavují hlavně instrumentální skladby, které dělají metal vážnějším a jsou to zároveň nejrespektovanější díla Metalliky.
Ride the Lightning se umístilo na 3. místě v seznamu sestaveném na metal-rules.com a v žebříčku Top 100 Metal Albums of All Time.

## Kontroverze
Se stoupající kritickou a komerční pozorností se začala objevovat první obvinění skupiny z příklonu ke komerci, a to kvůli pomalejšímu tempu skladeb jako např. „Fade to Black“, i když mnoho fanoušků oponovalo, že právě tato změna, která je viditelná na albu Ride the Lightning, pomohla stát se Metallice tak důležitou kapelou v žánru. Tato obvinění byla ale ničím oproti těm, s kterými se kapela střetla po vydání alba Metallica v roce 1991, v roce 1996 při vydání alba Load, nebo v roce 2003 při vydání alba St. Anger.

## Seznam skladeb
Všechny texty napsal James Hetfield pokud není uvedeno jinak
| Pořadí | Název                   | Hudba                                   | Text             | Délka |
| ------ | ----------------------- | --------------------------------------- | ---------------- | ----- |
| 1.     | Fight Fire With Fire    | Hetfield, Cliff Burton, Lars Ulrich     |                  | 4:45  |
| 2.     | Ride the Lightning      | Hetfield, Dave Mustaine, Burton, Ulrich |                  | 6:41  |
| 3.     | For Whom the Bell Tolls | Hetfield, Burton, Ulrich                |                  | 5:09  |
| 4.     | Fade to Black           | Hetfield, Burton, Hammett, Ulrich       |                  | 6:59  |
| 5.     | Trapped Under Ice       | Hetfield, Hammett, Ulrich               |                  | 4:08  |
| 6.     | Escape                  | Hetfield, Hammett, Ulrich               |                  | 4:24  |
| 7.     | Creeping Death          | Hetfield, Burton, Hammett, Ulrich       | Hetfield, Hammet | 6:35  |
| 8.     | The Call of Ktulu       | Hetfield, Mustaine, Burton, Ulrich      | -instrumentální- | 8:55  |

## Sestava
- James Hetfield – kytara, zpěv
- Lars Ulrich – bicí
- Kirk Hammett – kytara
- Cliff Burton – baskytara
- Dave Mustaine – podíl na skladbách "Ride the Lightning" a "The Call of Ktulu"

## Singly
- Fade to Black byla vydána jako promo singl v roce 1984.
- "For Whom the Bell Tolls" byla vydána jako promo singl, s dvěma verzemi této skladby, upravená verze na straně A a albumová verze na straně B.
- Druhá strana singlu Creeping Death byl původní "Garage Days Revisited", který obsahoval "Am I Evil?" od kapely Diamond Head a „Blitzkrieg“ od kapely Blitzkrieg.

## Zajímavosti
- Ve skladbách "Ride the Lightning" a "The Call of Ktulu" je uveden jako autor i Dave Mustaine i přesto, že v kapele nepůsobil už rok. Ještě v roce 1983 byla skladba vydána na demu Ride the Lightning, v té době měla skladba ještě původní název „When the Hell Freezes over“ a od finální verze se především v kytarových sólech, která Hammet až později částečně přepracoval, velmi odlišovala. Některé riffy z "The Call of Ktulu" jsou slyšet ve skladbě "Hangar 18" z alba Rust in Peace od Megadeth.